# Festival Bum Bum
El Festival Bum Bum es un evento de música popular y urbana que se realiza en la ciudad de Córdoba, Argentina. Ha tenido diferentes sedes, siendo su primera edición en el Hipódromo del Jockey Club Córdoba y tiene una duración promedio de uno o dos días.
En su tercera edición, se realizó por primera vez fuera de la capital, tomando como sede la ciudad de Jesús María en el interior provincial, aunque en el último tiempo tuvo lugar en el estadio Mario Alberto Kempes.
Toma su nombre de la canción "El bum bum" de Carlos "La Mona" Jiménez, quien además es el número central del festival. Entre los principales atractivos destaca la presentación en vivo de «¿Quién se ha tomado todo el vino?» por parte de La Mona junto con parte de los demás invitados al festival, que generalmente se realiza cerca de la fecha de su cumpleaños.

## Historia
A fines de 2021, se anunció el regreso a los shows en vivo de La Mona Jiménez, luego de casi dos años sin presentaciones debido a la pandemia de COVID-19. Así fue que unos días después de su cumpleaños, "el Mandamás" tuvo su regreso en el nuevo Festival Bum Bum, con la participación de una amplia grilla musical y cultural, que incluyó el espacio bum bum kids, un food park y otras atracciones. Esta primera edición contó con la participación de L-Gante, Damas Gratis, Los Palmeras, Los Caligaris y Karina la Princesita, entre otros.
Debido al gran éxito de la primera edición en enero de 2022, se anunció una segunda fecha para abril de ese mismo año. En la previa del día del trabajador y con colectivos gratuitos, la grilla incluía una banda tributo a "La Mona", que interpretó versiones en diferentes géneros musicales, más el cierre habitual a cargo del cuartetero cordobés. También se presentaron Ulises Bueno, Kapanga, Lore Jiménez y Los Manseros Santiagueños.
La tercera fecha tuvo lugar fuera de la ciudad de Córdoba: por primera vez se realizó en la localidad de Jesús María. En esta oportunidad, la grilla se diversificó hacia otros géneros; fue liderada por artistas como Lit Killah, Miranda!, El Chaqueño Palavecino, Juan Ingaramo, Los Tekis y La Vela Puerca.
El festival continuó realizándose en 2023, 2024 y 2025, siempre en el mes de enero, por el cumpleaños de "La Mona". El festival continuó ampliando su oferta cuando en ese último año sumó a Os Paralamas, los primeros brasileños en participar del festival, así como también el DJ Steve Aoki. Además, se repitieron exitosos artistas de otras ediciones, como Damas Gratis y Lore Jiménez.

## Ediciones

### 1° Edición: Enero 2022
| - La Mona Jiménez - L-Gante - Damas Gratis - Los Palmeras - Los Caligaris - Karina la Princesita | - La Banda de Carlitos - Lore Jiménez - Piñón Fijo - Slim Dee - Chadia Rodríguez |

### 2° Edición: Abril 2022
| - La Mona Jiménez - DJ Martín Huergo - Ulises Bueno - Kapanga - Los Manseros Santiagueños | - Desakta2 - Lore Jiménez - Leones con Flow - Monatributo |

### 3° Edición: Octubre 2022
| - La Mona Jiménez - Miranda! - El Negro Videla - El Chaqueño Palavecino - Micky Rodríguez - Juan Ingaramo - Lit Killah - La Vela Puerca | - Los Tekis - Monada - Lore Jiménez - Año Luz - De La Rivera - Banda Mix - Cuatro al Hilo - Tinta China |

### 4° Edición: Enero 2023
| - La Mona Jiménez - Cristian Castro - Cazzu - La Delio Valdez - Damián Córdoba - La Barra - DJ Tao - Magui Olave - Turf - Los Pericos | - DJ Martín Huergo - Ke Personajes - Miranda! - De la Rivera - Micky Rodríguez - Lore Jiménez - Slim Dee - Cuatro al Hilo - DJ Chita - Tinta China |

### 5° Edición: Enero 2024
| - La Mona Jiménez - Ratones Paranoicos - Q' Lokura - Los Caligaris - Damas Gratis - Cony La Tuquera - Tinta China - Tranka Style - Cuatro al Hilo | - La Player - DJ Santi Tallone - Lore Jiménez - DJ Martín Huergo - DJ Berkana - DJ Brandub - DJ Marce del Boca - DJ Mai Lawson - DJ Nacho Bolognani |

### 6° Edición: Enero 2025
| - La Mona Jiménez - Residente - Molotov - Steve Aoki - Dread Mar-I - Os Paralamas do Sucesso | - Damas Gratis - Indios - Lore Jiménez - DJ Martín Huergo - La Pleyer - DJ Sofi Lee |